# ماوكلي فتى الأدغال
ماوكلي فتى الأدغال (باليابانية:ジャングルブック 少年モーグリ) و(بالإنجليزية: Jungle Book Shonen Mowgli)‏ مسلسل أنمي من إخراج فوميو كوروكاوا (Fumio Kurokawa) وكتابة كيميو كابوكي (Kimio Yabuki). المسلسل يستند إلى الرواية الشهيرة كتاب الأدغال وأنتج عام 1989 ويتكون من 52 حلقة دبلجت جميعها إلى اللغة العربية.

## القصة
وهنا تبدأ مغامرات الصبي ماوكلي حيث بدأ هذا النمر الأسود وصديقه الدب الطيبان بإطعام ماوكلي وتربيته. بمساعدة الذئاب أيضا فقد أخذت عائلة من الذئاب ماوكلي لتربيته بين إخوته الذئاب الصغار.
يكبر الفتى ماوكلي ويصبح غلاماً واعياً لما حوله. ولكثرة ارتباطه بالذئاب والمدة الطويلة التي عاشها معهم أصبح يستطيع التكلم معهم أي أنه يفهم لغتهم (لغة الحيوانات وليس الذئاب فقط) ولا يقتنع بأنه من البشر بل يظن نفسه من الذئاب.
ولكن في يوم احترقت الغابة التي يعيش بها الذئاب وماوكلي وهرب الجميع إلى ناحية النهر فتصدى لهم البَبْر الشرير شيريخان، وكان يريد أخذ الفتى ماوكلي لأنه يكره البشر، فجاء أبو ماوكلي (وهو ذئب) ووقف أمام شريخان يريد محاربته وللأسف استطاع شيريخان هزم الأب وقتله ولم يستطع ماوكلي فعل شيء مع إخوته الذئاب، ومن هنا بدأت كراهية ماوكلي لشيريخان والتفكير بالانتقام منه، ثم يخوض معه قتالاً ويقضي عليه ويثأر لموت أبيه أليكساندر، وفي النهاية يقرر ماوكلي العودة إلى القرية للعيش مع بني جنسه من البشر.

## الشخصيات
- أليكساندر (والد ماوكلي الذئب)

زوج لوري وأب سورا وأكرو تبنى ماوكلي مع لوري وأنقذه من شيريخان وكان زعيم الغابة.
- لوري (أم ماوكلي الذئبة)

زوجة أليكساندر وأم سورا وآكرو، وتبنت ماوكلي، يتم تعيينها زعيمةً لقطيع الذئاب بعد موت زوجها.
- آكرو (أخ ماوكلي الذئب)

شقيق سورا وماوكلي وابن أليكساندر ولوري، ينقذه ماوكلي بإعطاءه نوعاً من الزهور التي تشفي من التسمم بعد أن جُرِح بقرن جاموسٍ أثناء الصيد، ثم يتزوج من ذئبةٍ تُدعَى ماكي.
- سورا (أخ ماوكلي الذئب)

شقيق آكرو وماوكلي وابن أليكساندر ولوري، حاول إنقاذ لالا عندما هاجمتها التماسيح التي كادت أن تلتهمهما لولا تدخل بالو، يتزوج من لالا وينجبان جروين لطيفين.
- أكيلا (الذئب كبير السن)

والد سيميليون وجد لالا، يقوم دائماً بعقد الاجتماعات لقطيع الذئاب ويساعد في تطبيق القانون، يحزن ماوكلي كثيراً لموته.
- سيميليون (الذئب والد لالا)

ابن أكيلا ووالد لالا، يتقاتل مع أليكساندر على زعامة القطيع، ويخسر بفقده إحدى عينيه ويرحل من الغابة، مما جعل ابنته لالا تكره ماوكلي وتتمنى رحيله عن القطيع.
- ساندا (الذئبة في قطيع سيميليون)

فردٌ في قطيع سيميليون، قُتِلَت أختها دوليا على يد البشر، مما جعلها لا تتقبل العيش مع ماوكلي كونه إنساناً، ولكن ماوكلي وأصدقاءه يقومون بإنقاذها عندما هاجمت الصيادين للانتقام لأختها.
- باغيرا (النمر الأسود)

الابن المتبنى لقطيع الذئاب وهو مسؤول عن ماوكلي جزئيا لأنه الوحيد الذي سبق له التعامل مع البشر (كان أسير لإنسانٍ عندما كان شبل).
- بالو (الدب)

إحدى شخصيات ماوكلي الأبوية وظيفته أن يعلمه قوانين الغابة. دائما يتجادل مع باغيرا. فقد والدته وأخاه، سقطا في فخ وهوجما من قبل كلاب الدولِز.
- كا (الثعبان)

أول من وجد ماوكلي عندما كان رضيعاً، يتميز بالحكمة والخبرة الطويلة التي اكتسبها من العيش في الغابة، وقد ساعد ماوكلي وأصدقاءه في القضاء على كلاب الدولِز المتوحشة.
- تشيل (طائر الحدأة)

إلتقى بماوكلي عندما قامت القرود باختطافه لتسليمه لشيريخان في القصر البارد، حيث كان سيهاجمه لولا قيام ماوكلي بترديد كلمة السر التي تعلمها من بالو، يقوم دائماً باستطلاع الغابة من الجو وتبليغ ماوكلي وأصدقاءه بما يحدث فيها.
- ماوكلي (الولد الإنسان)

بطل المسلسل جاء إلى الغابة مع والديه خلال رحلة استكشافية عندما كان طفلاً. هرب من الخيمة ليتبع غزالين وتبناه لوري وأليكساندر بعدما توفي والداه في حادثٍ بسبب خطأٍ من باغيرا. كون علاقة مع ميشو.
- شيريخان (البَبْر)

يكره البشر ويريد الإنتقام من ماوكلي لأنه بشري ولأنه فقد إحدى عينيه بسببه، وهو حاكم جزءٍ من الغابة ولديه جيشٌ من الضباع.
- تاباكي (الضبع)

متواطئ مع شيريخان، يظهر دائماً بصورة ضبعٍ أخرق عندما يتصدى له ماوكلي وأصدقاؤه.
- كيتشي (الباندا الصغير)

قبل أن يتعرف على ماوكلي كان خائفاً من البشر، أسر والديه من قبل البشر، ولكن في النهاية يتغير ويصبح صديق ماوكلي.
- باكوس (الذئب السمين)

هو مدلل من بين جميع الأشبال وعندما ذهبوا جميعهم للصيد وجد كيتشي وأنقذه.
- بينتو (الذئب المتشرد)

ذئبٌ ضالٌ وخطر، يُطرَد من القطيع بسبب أعماله الإجرامية وخرقه للقانون، ولديه تابعان من الذئاب الشرسة، يقاتله ماوكلي مع أمه لوري وأخيه آكرو ولالا ويقضي عليه.
- لوغو (القرد)

زعيم القرود وتابع لشيريخان حاول تسليم ماوكلي لشيريخان مرات عديدة.
- لالا (الفتاة الذئبة)

ابنة سيميليون وهي حفيدة أكيلا. تكِن لماوكلي الكراهية وتستاء منه لأنه جزء من القطيع، هذا لأن والد ماوكلي ألكساندر تقاتل مع سيميليون لزعامة القطيع.
- هارتي (الفيل)

زعيم الفيلة. دوره مثل القاضي له سلطته واحترامه من قبل الجميع إلا شيريخان. وهو صديق للجميع ويساعد في تطبيق قانون الغاب.
- ميشو (البنت الإنسانة)

ابنة كولتا ونيل. حفيدة بوجي وصديقة ماوكلي. إلتقت بماوكلي بينما كانت تقطف الزهور.
- ريكي (النمس)

حيوان ميشو الأليف، يقاتل أفعى الكوبرا التي يملكها تشينك حفيد كيشمي ويقضي عليها، ويساعد ماوكلي في إنقاذ ميشو وعائلتها عندما قام كيشمي وأهل القرية بأسرهم في كوخ.
- ليندا (مربية باغيرا)

فتاةٌ بشريةٌ قامت بتربية باغيرا عندما كان شبلاً بعد أن انفصل عن أمه، ولكن والدها الذي كان يطمع في الحصول على فراء باغيرا الثمين يقوم بقتلها عن طريق الخطأ عندما أطلقت سراح باغيرا لحمايته منه.
- كيشمي (رجل القرية)

رجلٌ دجالٌ وشرير، يقوم بسرد الخرافات والأكاذيب على أهل القرية، ويطلق على ماوكلي لقب الفتى الذئب، وقد قام مع مختار القرية بأسر عائلة بوجي بسبب تأييدهم لماوكلي ومساعدته على أعماله الشريرة بحسب اعتقاد أهل القرية.
- تشينك (فتى القرية)

حفيد كيشمي، يُكِنُ الكره لماوكلي بسبب اتهامه لجده بالكذب والدجل، يسانده في ذلك الفتى السمين بولي وباقي فتيان القرية.
- جاكو (الصياد الشرير)

صديق كيشمي، يشاركه في الكذب والأعمال الشريرة، قام بخداع ماوكلي بسبب ما فعله به عندما كان في قرية كيشمي، ووضعه في قفصٍ لإرساله للعمل في السيرك.
- جون (معلم جاكو)

رجلٌ إنجليزيٌ اتفق مع جاكو على أخذ ماوكلي للعمل في السيرك، يملك كلبي صيدٍ شرسين، يتمكن ماوكلي من الهرب من قبضته بعد أن تغلب عليه.

## وصلات خارجية
- ماوكلي فتى الأدغال على موقع IMDb (الإنجليزية)
- ماوكلي فتى الأدغال على موقع كينوبويسك (الروسية)
- ماوكلي فتى الأدغال على موقع قاعدة بيانات الفيلم (الإنجليزية)
- ماوكلي فتى الأدغال على موقع ANN anime (الإنجليزية)
- تدوينة عن ماوكلي: هكذا قالت الأنشودة وهكذا غنت الأدغال